# أنديرا غاندي
أنديرا غاندي، ( 19 نوفمبر 1917 - 31 أكتوبر 1984)سياسية هندية، المرأة الوحيدة التي تولت منصب رئيس وزراء الهند ولحد الآن وقد شغلته ثلاث فترات متتالية (1966-1977) والفترة الرابعة (1980-1984)، انتهت باغتيالها بيد أحد المعارضين السيخ المتطرفين. وقد كانت رئيسة حزب المؤتمر الوطني الهندي والشخصية المحورية فيه، وهي ابنة جواهر لال نهرو أول رئيس وزراء للهند.
```
كانت غاندي ثاني امرأة تشغل منصب رئاسة الوزارة في العالم بعد 
سيريمافو باندرانايكا
 في 
سريلانكا
.
```

اشتهرت أنديرا بميلها نحو فكرة عدم الانحياز في نطاق التعاون مع جمال عبد الناصر والمارشال تيتو.

كما أن اسم أنديرا معروف في كافة أنحاء العالم كرئيسة لوزراء الهند، كانت امرأة ذات شأن في العالم، وأصبحت الهند بقيادتها بلداً قوياً، أحرز تطوراً في مختلف المجالات. 

كما أنها أضفت نوعاً جديداً من النشاط على السياسة الدولية بدفاعها عن البلدان الفقيرة والمتخلفة في العالم، وكانت من المكافحين لتحقيق السلام العالمي أيضاً.

## ولادتها ونشأتها

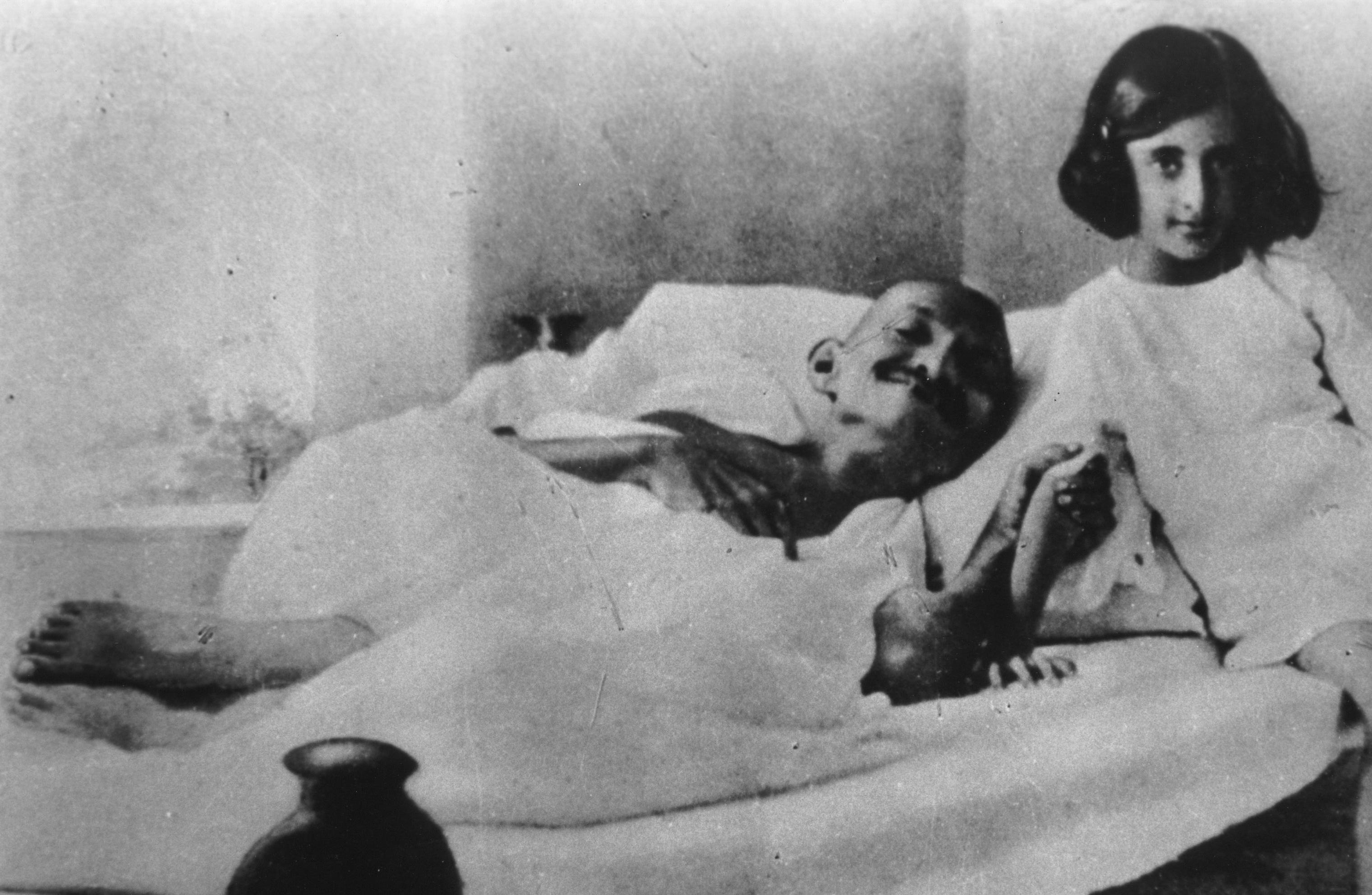
أنديرا غاندي وهي صغيرة مع المهاتما غاندي سنة 1924م

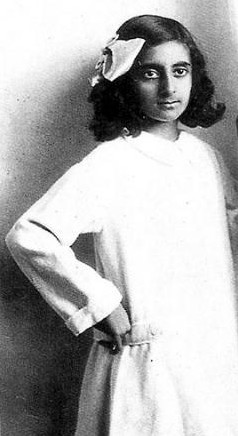
أنديرا غاندي في شبابها سنة 1930م

أنديرا غاندي (بالهندية: इंदिरा प्रियदर्शिनी गांधी ), (بالإنجليزية: Indira Gandhi) رئيسة وزراء الهند، ولدت في 19 نوفمبر 1917م في مدينة الله آباد وكانت الطفلة الوحيدة لجواهر لال نهرو، واغتيلت في 31 أكتوبر 1984م.

تلقّت تعليمها في أماكن مختلفة في بون وشانتيني كيتان وفي المدارس السويسرية، و الإنكليزية، وصارت عضواً في جناح الشباب من حزب العمال.

وانخرط والدها وجدّها في كفاح الهند من أجل الحرية؛ وهذا ما شكّل انطباعاً قوياً في ذاكرة أنديرا، وعندما بلغت الثالثة عشرة من عمرها نظّمت أنديرا جيش القردة الذي وضّح هدفها في القتال من أجل استقلال بلدها.

انتسبت أنديرا إلى حزب المؤتمر الهندي عام 1939م، تزوجت عام 1942م من فيروز غاندي الذي غيّر اسمه من «فيروز خان» وكان صحفياً، ومن أتباع الديانة البارسية الزرداشية عام 1942م، ومات عام 1960م بعدما أنجبت له صبيّين، وقد ألحَّ عليها والدها نهرو لتحمّل عبء الحكم، وبخاصة بعد موت زوجته التي كان يخطط لها كي ترث الحكم بعده. 

كما اتّسم عهدُها بإنجازات عظيمة لبلدها؛ ولا سيما تأميمها للبنوك واحتلالها لبنغلاديش وبرنامجها المؤلف من عشرين بنداً لانتشال الفقراء؛ وترؤِّسها لحركة عدم الانحياز.

## توليها منصب رئاسة الوزراء في الهند

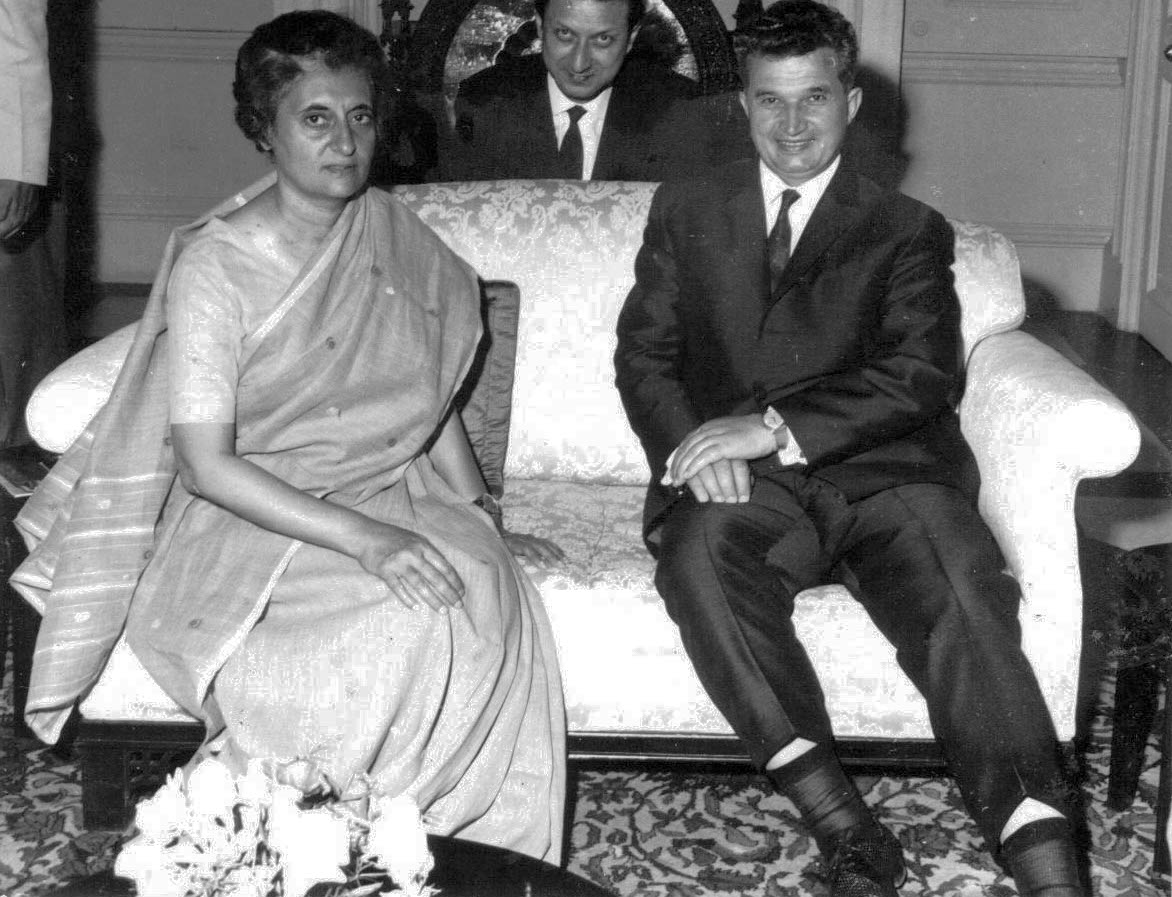
أنديرا غاندي مع الرئيس الروماني نيكولاي تشاوتشيسكو سنة 1969م

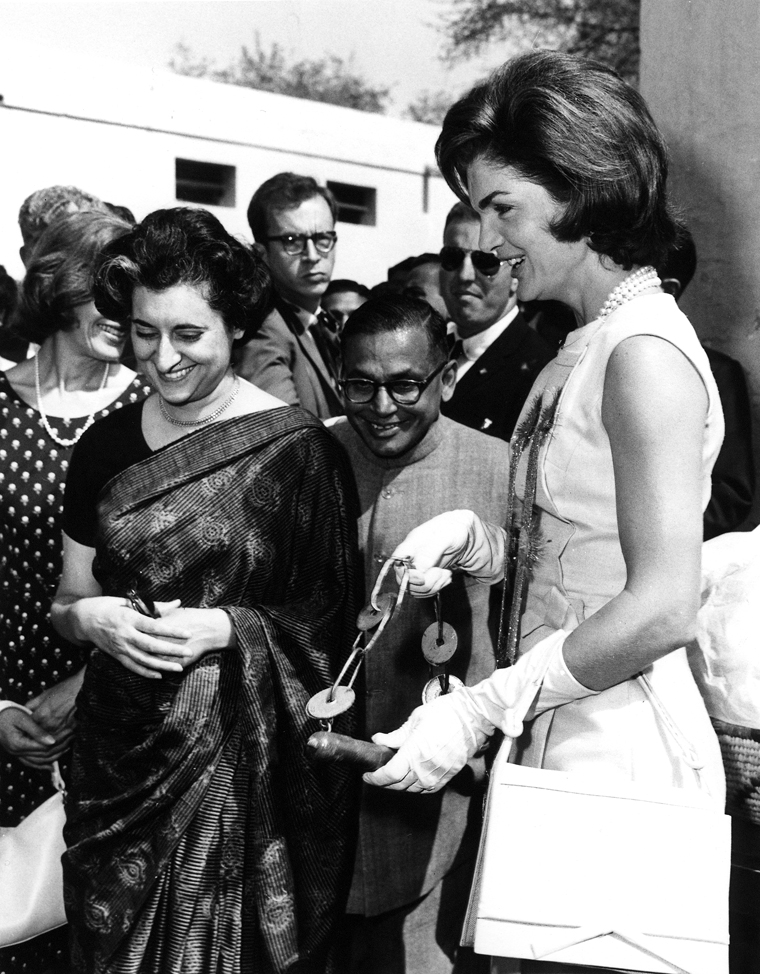
أنديرا غاندي مع جاكلين كينيدي في نيودلهي سنة 1962م

في عام 1966م مات رئيس الوزراء لال باهادور شاشتري، خليفة نهرو، فقرّر حزب المؤتمر الحاكم تعيين أنديرا رئيسة للوزراء، وكانت أول امرأة تصبح رئيسة للوزراء في الهند، وهي ابنة جواهر لال نهرو الذي كان أول رئيس وزراء للهند بعد جلاء قوات الاحتلال الإنكليزي. بَنَتْ إنديرا للهند جيشاً قوياً، وتمكنت من إنتاج القنبلة النووية الهندوسية، وجعلت جميع جيران الهند يخشون بأسها، وفي عام 1971م، قامت بغزو باكستان الشرقية، وأقامت فيها دولة بنغلاديش، وأحرزت أول نصر ضد باكستان.

أصبح ابنها راجيف غاندي لاحقا رئيسا للوزراء، على رغم أنها تحمل لقب غاندي لكنها لا تمت بصلة قرابة مع المهاتما غاندي الذي ساعد الهند في استقلالها.

## إعلانها حالة الطوارئ في الهند

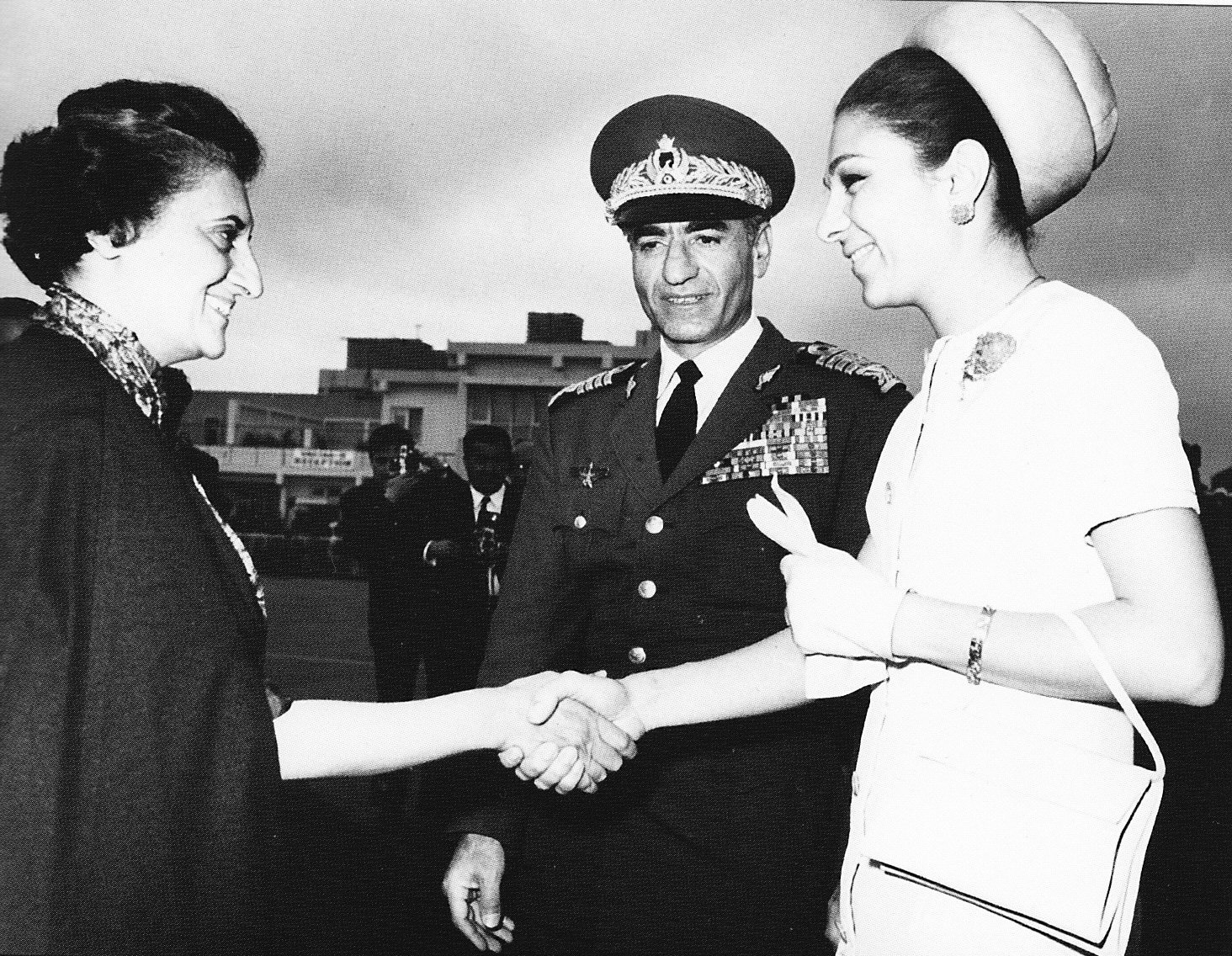
أنديرا غاندي تستقبل شاه إيران محمد رضا بهلوي،
والشهبانو فرح ديبا خلال زيارتهما إلى الهند سنة 1970م

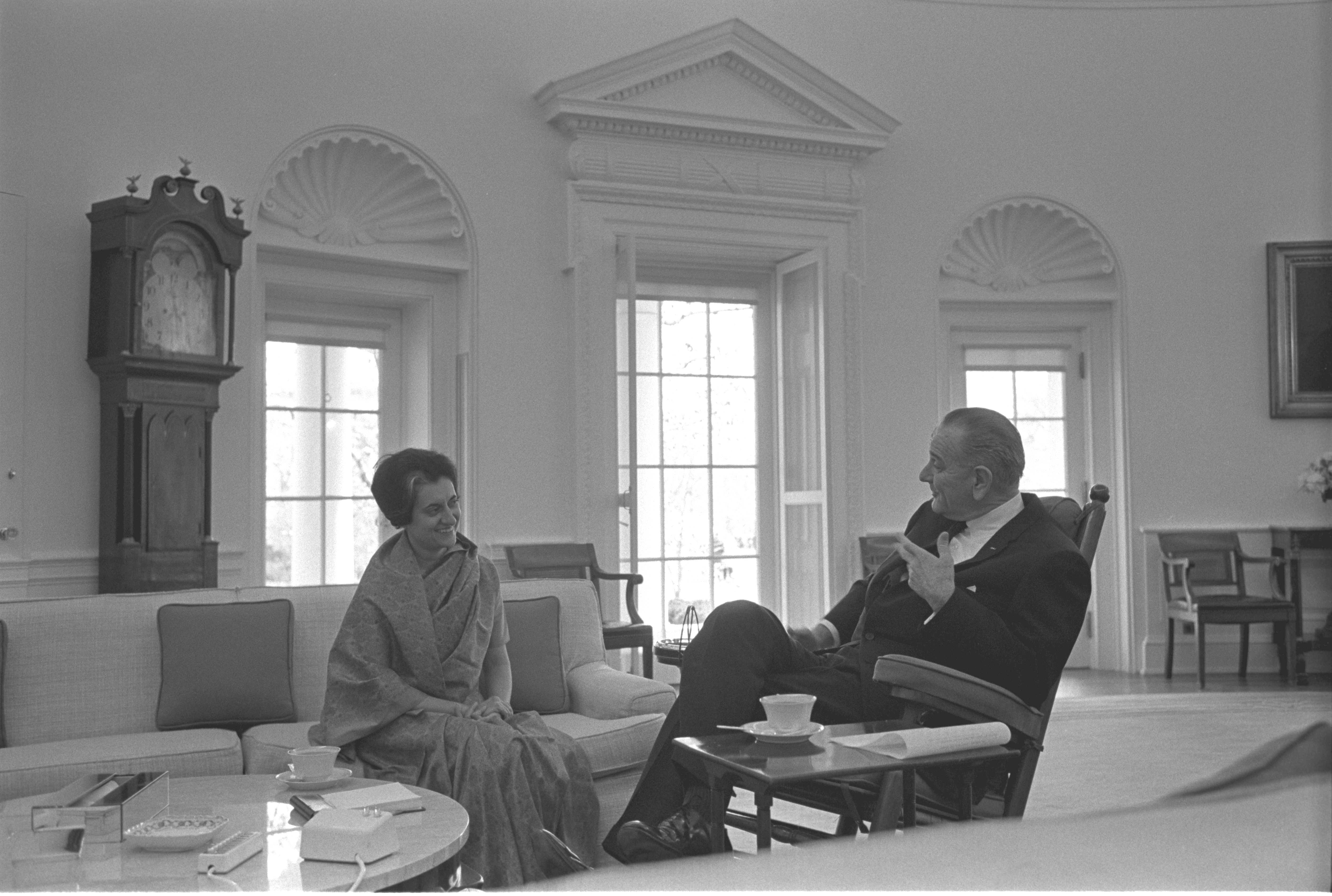
أتديرا غاندي مع الرئيس الأمريكي ليندون جونسون في مكتبه في 28 مارس سنة 1966م

استمرت الأمور طيبة حتى عام 1975م حين انتشرت روائح الفضائح، وأعلنت المحكمة العليا في مدينة الله آباد أن الانتخابات تعرّضت للتزوير، وأنّ رئيسة الوزراء يجب أن تستقيل. أما إنديرا من جهتها، فكانت تمهّد لولدها سانجاي غاندي ليكون وريثها في الحكم، ولذلك أعلنت حالة الطوارئ في الهند بدل أن تقدّم استقالتها، ثم اعتقلت ألوف الخصوم السياسيين، وعلّقت الحقوق المدنية، وفرضت الرقابة على الصحف، وبدأت حكماً دكتاتورياً.

في عام 1977م، شعرت إنديرا أن الحكم استقر لها ولعائلتها، فلم تشعر بالخوف من الدعوة إلى إجراء انتخابات عامة، وتجاهلت جميع الفضائح التي أحاطت بها، وبخاصة برامجها لإجبار الرجال على التعقيم ضمن خطة لتخفيض النسل في الهند.

## خسارتها في الانتخابات

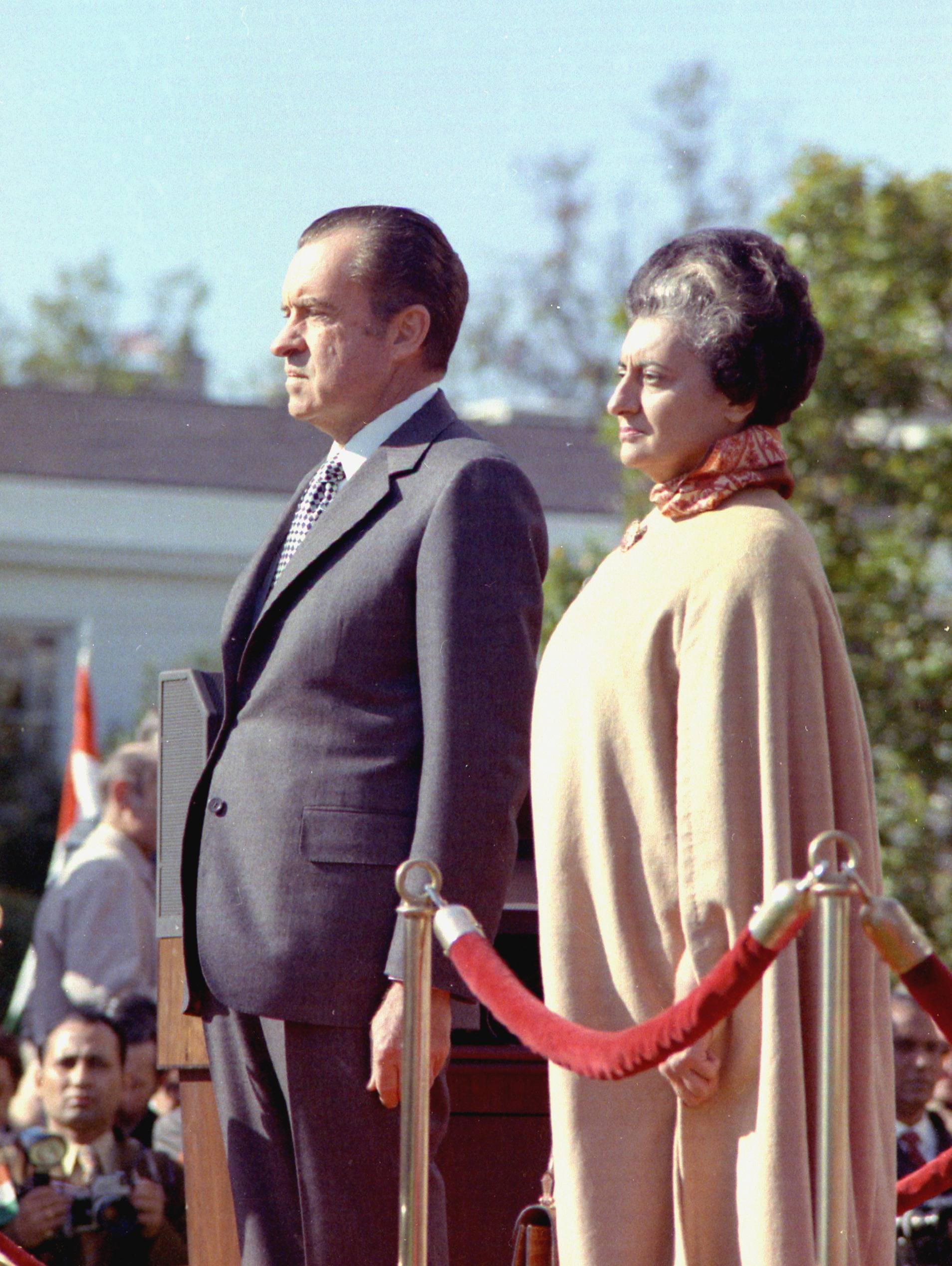
مع الرئيس الأمريكي ريتشارد نيكسون سنة 1971م

خسرت إنديرا الانتخابات، وفاز حزب جاناتا، وقام رئيس الوزراء الجديد بإلغاء حالة الطوارىء، ثم تنحّى عام 1980م، وعادت أنديرا لتصبح رئيسة الوزراء من جديد.

## وفاة ولدها سانجاي
في تلك السنة، وقع حادث مفجع لولدها سانجاي، إذ سقطت به طائرته التي كان يمارس بها هواية التحليق والطيران، وكانت ضربة قاسية لأحلام أنديرا في الاستمرار والبقاء على كرسي الحكم، هي ونسلها. أما أرملة سانجاي (مانيكا)، فلم تحب حماتها، بل شكّلت حزب معارضة خاص بها.

ظلّت فكرة الحكم تستحوذ على ذهن أنديرا، فجعلت ولدها راجيف الذي لم يكن يملك مؤهلات الحكم والسلطة يحتلّ مقعداً في البرلمان الهندي، ويحل محلّ أخيه القتيل في اللجنة التنفيذية لحزب المؤتمر الحاكم.

## سياسة أنديرا غاندي

### سياستها تجاه الشرق الأوسط
أظهرت أنديرا غاندي دعمها للفلسطينيين في مقاومتهم، ورفضت التطبيع مع إسرائيل ودأبت على انتقاد الهيمنة الأمريكية على سياسة الشرق الأوسط. كانت غاندي تنظر لإسرائيل كدولة دينية كما تنظر لباكستان لأنها رغبت في استمالة العرب إلى جانبها في صراعها الدائم مع باكستان حول إقليم كشمير.
بالرغم من العداوة المعلنة، قامت غاندي بتدشين قناة تواصل سرية مع إسرائيل لتقديم التعاون الأمني والاستخباراتي بنهاية الستينيات.

### السياسة الداخلية
واصلت أنديرا سياسة القبضة الحديدية تجاه الطوائف الأخرى في الهند، وبخاصة طائفة السيخ

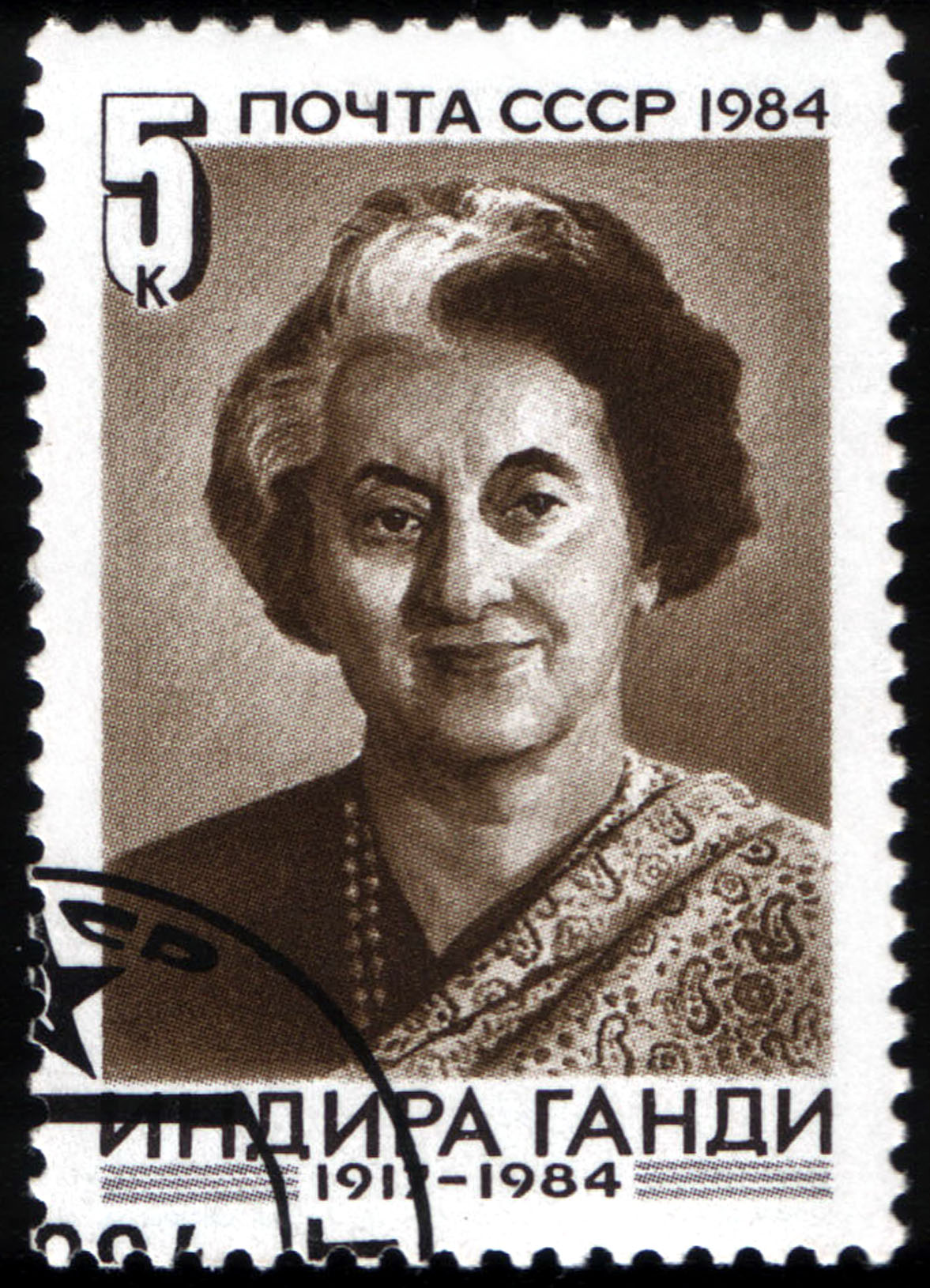
طابع سوفيتتي تخليداً لذكرى أنديرا غاندي سنة 1984م

## مجزرة أمريتسار
بسبب خلاف نشأ بين زعيم السيخ الروحي سانت جارنيل سينغ بيندرا نويل وبين الحكومة الهندية بزعامة أنديرا غاندي اعتصم زعيم السيخ مع مجموعة كبيرة من أتباعه في معبدهم (المعبد الذهبي)، الذي يُعد المكان المقدس ورمز هوية السيخ، وأضربوا عن الطعام مما اضّطر أنديرا غاندي لإصدار أوامرها باقتحام منطقة السيخ المحصنة في مدينتهم أمريتسار وهناك حدثت معركة رهيبة راح ضحيتها أكثر من 500 شخص وجرح من الطرفين ما يزيد على الألف شخص كما اعتقل أكثر من ألفي شخص من السيخ وقُتل في تلك المعركة زعيم السيخ سانت بيندرا. وقد أدت هذه الأحداث إلى إحساس السيخ بشعور من الحقد والضغينة تجاه أنديرا غاندي، وأضمروا لها الشر وخصوصاً بعد اكتشافهم للدمار والخراب الذي أُصيب به معبدهم وقرروا جعل أنديرا تدفع الثمن، وتنال عقوبتها العادلة، فقامت مظاهرات صاخبة استمرت لأيام متوالية كانت تطالب بقتل أنديرا غاندي مما دفع أنديرا غاندي لاعتقال المزيد من السيخ وإيداعهم السجون، وهو ما تسبّب في وضع نهاية لحكم أنديرا غاندي.

فقد كانت إهانة المعبد الذهبي على مر التاريخ عاملا مؤججا للنزاع والتمرد، ففي عام 1857م شهد تمرداً سالت فيه الدماء، كما شهد مذبحة سنة 1919م على يد الإنجليز، كانت إحدى أسباب إنهاء الحكم البريطاني في الهند، وها هي مشاعر السيخ الثائرة للمعبد الذهبي تسببت في وضع نهاية لحكم أنديرا غاندي.

## إغتيالها

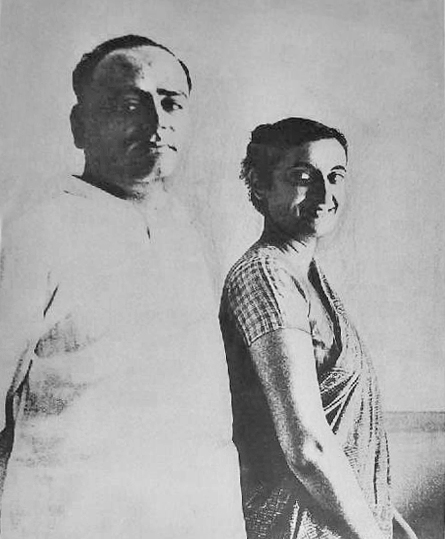
أنديرا غاندي مع زوجها فيروز خان

في الساعة التاسعة من صباح يوم الأربعاء الموافق 31 من شهر أكتوبر سنة 1984م، وبينما كانت خارجة من منزلها متجهة إلى مقر عملها سيراً على الأقدام حيث كان ينتظرها فريق تصوير تلفازي بريطاني في مكتب الوزارة، سار خلفها عدد من رجال الحرس. وفي نهاية الممر كان يقف اثنان من الحراس السيخ. وما أن وصلت أنديرا قريباً منهما حتى أطلق أحدهما النار من مسدسه فأصابها بثلاث طلقات في بطنها، ثم قام الثاني بإطلاق النار من بندقيته الأوتوماتيكية، فأفرغ 30 طلقة، فأصيبت بسبع رصاصات في البطن، وثلاث في صدرها، وواحدة في قلبها.

اندفع رجال الحرس لإمساك القاتلين، فقال أحدهما : (لقد فعلت ما أردت فعله... إفعلوا ما تريدون الآن...) وعندما حاول الآخر انتزاع السلاح من أحد الحراس، أطلق النار، فقتل أحدهما، وجرح الآخر. 

هرعت سونيا (زوجة راجيف الإيطالية) لدى سماع صوت الطلقات، وشاهدت الحرس ينقلون أنديرا إلى سيارة الليموزين البيضاء، فاحتضنت رأس حماتها، فيما هرعت السيارة إلى مشفى معهد عموم الهند للعلوم الطبية.

اجتمع 12 طبيباً حول الجثة، وخاف الجميع من مغّبة غضب العائلة المالكة، فراحوا ينقلون الدم إلى الجثة الهامدة، فأفرغوا 88 زجاجة دم، واستخرجوا سبع طلقات من جسمها... وكأنهم سيعيدونها إلى الحياة.. وفي النهاية اضطروا إلى إعلان وفاتها بشكل رسمي في 31 من شهر أكتوبر من عام 1984م.

عاد ولدها راجيف (طيار مدني) بالطائرة من كالكوتا ليسمع خبر الموت، وفي اليوم ذاته، اختاره حزب أمّه ليصبح رئيساً للوزراء بدلاً عنها، فصار ثالث شخص في عائلة نهرو يحتل منصب رئيس وزراء الهند.

## جنازتها
حسب الطقوس الهندوسية، أُحرق جثمان أنديرا على ضفة نهر جامونا في البقعة التي شهدت إحراق جثة الماهاتما غاندي وجواهر لال نهرو وشاستري غاندي، فيما بدأت مذابح هندوسية بحق أبناء ديانة السيخ الذين ذبح منهم الألوف.

أدعت الهند : أن المخابرات الباكستانية قد رتّبت اغتيال أنديرا (وقد أعدم القاتل الأسير في يناير سنة 1989م).

ومن أجل تصفية الأجواء، قام الرئيس الباكستاني محمد ضياء الحق بإعلان الحداد الوطني، وأعلن عن زيارة مزمعة إلى نيودلهي. أما راجيف فقد دخل جواً جديداً لم يكن يتمنّاه.

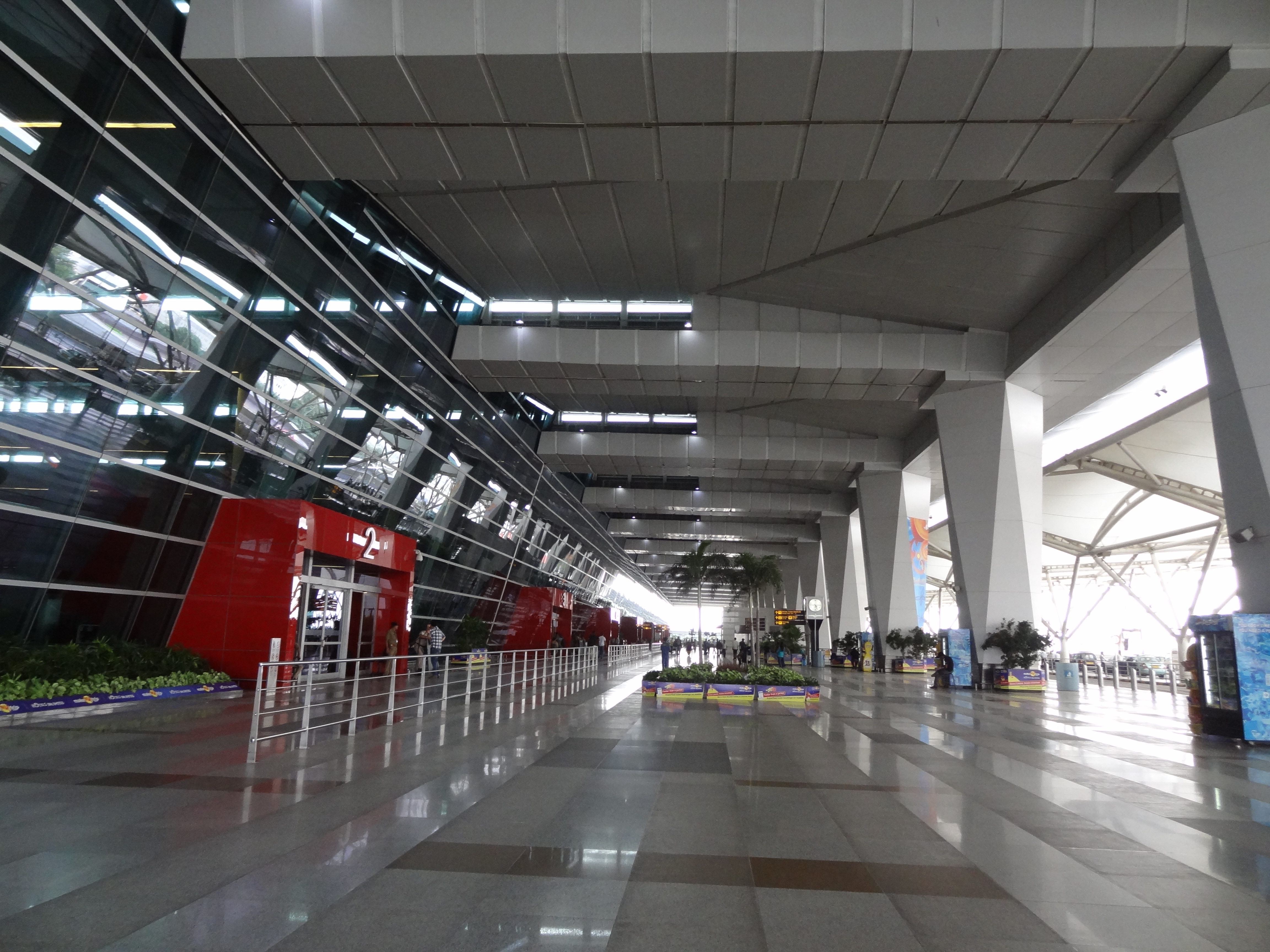
مطار أنديرا غاندى بالعاصمة نيو دلهى

## روابط خارجية
- إنديرا كاندي على موقع IMDb (الإنجليزية)
- إنديرا كاندي على موقع الموسوعة البريطانية (الإنجليزية)
- إنديرا كاندي على موقع مونزينجر (الألمانية)
- إنديرا كاندي على موقع ميوزك برينز (الإنجليزية)
- إنديرا كاندي على موقع إن إن دي بي (الإنجليزية)
- إنديرا كاندي على موقع ديسكوغز (الإنجليزية)
- إنديرا كاندي على موقع قاعدة بيانات الفيلم (الإنجليزية)
- إنديرا كاندي على موقع أوليمبيديا (الإنجليزية)